# Jamie Williams
Jamie Williams (Florida, 23 ottobre 1985) è un attore statunitense.

## Filmografia

### Cinema
- The Second Jungle Book: Mowgli & Baloo, regia di Dee McLachlan (1997)
- Erasable You, regia di Harry Bromley Davenport (1998)
- Waterboy (The Waterboy), regia di Frank Coraci (1998)
- Ogni maledetta domenica - Any Given Sunday (Any Given Sunday), regia di Oliver Stone (1999)
- Un pezzo di paradiso (Can't Be Heaven o Forever Together), regia di Richard Friedman (2000)
- Rock Star, regia di Stephen Herek (2001)
- Three Days to Vegas, regia di Charlie Picerni (2007)

### Televisione
- Poliziotto a 4 zampe (Katts and Dog) - serie TV, episodio 5x10 (1992)
- Neon Rider - serie TV, 5 episodi (1994)
- Due South - Due poliziotti a Chicago (Due South) - serie TV, episodio 4x07 (1998)
- Safe Harbor - serie TV, 10 episodi (1999)
- Settimo cielo (7th Heaven) - serie TV, episodio 10x14 (2006)